# Kentucky Colonels 1972-1973
La stagione 1972-73 dei Kentucky Colonels fu la 6ª nella ABA per la franchigia.
I Kentucky Colonels arrivarono secondi nella Eastern Division con un record di 56-28. Nei play-off vinsero la semifinale di divisione con i Virginia Squires (4-1), la finale di divisione con i Carolina Cougars (4-3), perdendo poi la finale ABA con gli Indiana Pacers (4-3).

## Roster
| \| Pos. \| Num. \| Naz. \| Nome \| Altezza \| Peso \| Data nascita \| Provenienza \| \| ---- \| ---- \| ---- \| ----------------- \| ------- \| ------ \| ------------ \| ------------------------------- \| \| A \| 42 \| \| Chamberlain, Bill \| 198 cm \| 85 kg \| 16-12-1949 \| North Carolina \| \| G \| 10 \| \| Dampier, Louie \| 183 cm \| 77 kg \| 20-11-1944 \| Kentucky \| \| G \| 32 \| \| Gale, Mike \| 193 cm \| 84 kg \| 18-07-1950 \| Elizabeth City State University \| \| C \| 53 \| \| Gilmore, Artis \| 218 cm \| 109 kg \| 21-09-1949 \| Jacksonville \| \| A/C \| 44 \| \| Issel, Dan \| 206 cm \| 107 kg \| 25-10-1948 \| Kentucky \| \| A \| 4 \| \| Ladner, Wendell \| 196 cm \| 100 kg \| 06-10-1948 \| Southern Mississippi \| \| G \| 30 \| \| Mount, Rick \| 191 cm \| 79 kg \| 05-01-1947 \| Purdue \| \| G \| 14 \| \| O'Brien, Jim \| 185 cm \| 77 kg \| 09-04-1949 \| Boston College \| \| G/AP \| 15 \| \| Russell, Pierre \| 193 cm \| 86 kg \| 13-12-1949 \| Kansas \| \| G/AP \| 2 \| \| Simon, Walt \| 198 cm \| 91 kg \| 01-12-1939 \| Benedict \| \| G \| 8 \| \| Thomas, Ron \| 198 cm \| 98 kg \| 19-11-1950 \| Louisville \| \| A \| 24 \| \| Virden, Claude \| 198 cm \| 88 kg \| 25-11-1947 \| Murray State \| | Allenatore - Joe Mullaney Assistente/i - Bud Olsen (Vice-allenatore) - Lloyd Gardner (Preparatore atletico) Legenda - (C) Capitano - (FA) Free agent - (S) Sospeso - (TW) Contratto Two-way - (GL) Assegnato a squadra G League affiliata - Infortunato Roster |                        |                   |         |        |              |                                 |
| Pos. | Num. | Naz.                   | Nome              | Altezza | Peso   | Data nascita | Provenienza                     |
| A | 42 | Stati Uniti (bandiera) | Chamberlain, Bill | 198 cm  | 85 kg  | 16-12-1949   | North Carolina                  |
| G | 10 | Stati Uniti (bandiera) | Dampier, Louie    | 183 cm  | 77 kg  | 20-11-1944   | Kentucky                        |
| G | 32 | Stati Uniti (bandiera) | Gale, Mike        | 193 cm  | 84 kg  | 18-07-1950   | Elizabeth City State University |
| C | 53 | Stati Uniti (bandiera) | Gilmore, Artis    | 218 cm  | 109 kg | 21-09-1949   | Jacksonville                    |
| A/C | 44 | Stati Uniti (bandiera) | Issel, Dan        | 206 cm  | 107 kg | 25-10-1948   | Kentucky                        |
| A | 4 | Stati Uniti (bandiera) | Ladner, Wendell   | 196 cm  | 100 kg | 06-10-1948   | Southern Mississippi            |
| G | 30 | Stati Uniti (bandiera) | Mount, Rick       | 191 cm  | 79 kg  | 05-01-1947   | Purdue                          |
| G | 14 | Stati Uniti (bandiera) | O'Brien, Jim      | 185 cm  | 77 kg  | 09-04-1949   | Boston College                  |
| G/AP | 15 | Stati Uniti (bandiera) | Russell, Pierre   | 193 cm  | 86 kg  | 13-12-1949   | Kansas                          |
| G/AP | 2 | Stati Uniti (bandiera) | Simon, Walt       | 198 cm  | 91 kg  | 01-12-1939   | Benedict                        |
| G | 8 | Stati Uniti (bandiera) | Thomas, Ron       | 198 cm  | 98 kg  | 19-11-1950   | Louisville                      |
| A | 24 | Stati Uniti (bandiera) | Virden, Claude    | 198 cm  | 88 kg  | 25-11-1947   | Murray State                    |